# Cattedrali a Cipro
Questa è una lista delle cattedrali presenti a Cipro.

## Cattedrali ortodosse
| Cattedrale                                      | Arcidiocesi o Diocesi              | Località   | Dedicazione           | Immagine |  |
| ----------------------------------------------- | ---------------------------------- | ---------- | --------------------- | -------- |  |
| Cattedrale di San Giovanni Teologo              | Arcidiocesi di Cipro               | Nicosia    | San Giovanni Teologo  |          |  |
| Cattedrale di San Teodoro                       | Metropolia di Pafo                 | Pafo       | San Teodoro           |          |  |
| Cattedrale del Nostro Salvatore                 | Metropolia di Kition               | Larnaca    | Gesù                  |          |  |
| Cattedrale dell'Assunzione                      | Metropolia di Amathus              | Limassol   | Vergine Maria         |          |  |
| Cattedrale di San Mamete                        | Metropolia di Morfou               | Morphou    | San Mamete di Cesarea |          |  |
| Cattedrale di San Giorgio                       | Metropolia di Costanza e Famagosta | Paralimni  | San Giorgio           |          |  |
| Cattedrale di San Nicola                        | Metropolia di Tamaso e Orini       | Episkopeio | San Nicola            |          |  |
| Cattedrale di Nostra Signora dell'Annunciazione | Metropolia di Trimitonte           | Dali       | Vergine Maria         |          |  |
| Monastero di Kykkos                             | Metropolia di Kykkos e Tillyria    | Pedoulas   |                       |          |  |

## Cattedrale cattolica maronita
| Cattedrale                                | Diocesi               | Città   | Dedicazione | Immagine |
| ----------------------------------------- | --------------------- | ------- | ----------- | -------- |
| Cattedrale di Nostra Signora delle Grazie | Arcieparchia di Cipro | Nicosia | Maria       |          |

## Cattedrale anglicana
| Cattedrale              | Diocesi                                | Città   |
| ----------------------- | -------------------------------------- | ------- |
| Cattedrale di San Paolo | Diocesi anglicana di Cipro e del Golfo | Nicosia |